# Estheria tatianae
Estheria tatianae là một loài ruồi trong họ Tachinidae.